# HERE
De schrijfwijze HERE, HEERE of HEER in hoofdletters, wordt in bepaalde Bijbelvertalingen (onder meer de Statenvertaling, de NBG 1951 alsook de Nieuwe Bijbelvertaling (NBV)) gebruikt voor het in het Nederlands weergeven van de naam van God (Hebreeuws: יהוה - vaak getranslitereerd als JHWH) zoals die staat in de Tenach, het Hebreeuwstalige, heilige boek van het jodendom. In de Bijbel, het heilige boek van het christendom, is de Tenach opgenomen als het Oude Testament. Het veel gelijkende Heere wordt gebruikt als in de originele tekst niet JHWH, maar Adonai staat.
In de Bijbelvertaling van Nico ter Linden wordt 'Heere' met één hoofdletter geschreven. De Nieuwe Bijbelvertaling die eind oktober 2004 is uitgekomen gebruikt het woord 'HEER' in kleinkapitaal.